# 神父様とツバメ
神父様とツバメ（原題：The First Swallow　公開：1942年3月14日）は、アメリカ合衆国の映画会社、メトロ・ゴールドウィン・メイヤー（MGM)社によるアニメーション作品のひとつ。制作はルドルフ・アイジング･プロダクションによる

## スタッフ
監督　ジェリー・ブリューワー　（ルドルフ・アイジング）

制作総括　フレッド・クインビー

音楽　スコット・ブラッドリー

## 内容
米国・南カリフォルニア地方のサン・ファン・カピストラーノ市に所在するカトリック寺院（伝道所）は18世紀に建立されたが、そこはツバメが毎年決まった日時に訪れることで知られる名勝である。

建立されて間もない頃はスペイン領で、当初は一羽のツバメも訪れることはなかったが、ある日弱ったオスのツバメが迷い込んだところを伝道所に住む徳の高い神父に救われる。神父の人柄にひかれたツバメは彼を慕い、彼もツバメが自立できるようさりげなく支援する。

ある日の夕方、ツバメの群れが南の空へ飛び去っていく様子を見た神父は、そっとツバメを送り出す。ツバメは感謝のキスをして去っていく。その晩、一抹の寂しさを覚えた神父はふと窓に目をやるとツバメが戻ってきていた。神父は驚いたが、そのツバメは可愛い妻を伴っていた。それから彼らの子孫が毎年、決まった日時に伝道所へと舞い降りてくるようになった。

## 登場するキャラクター
- 神父
カトリック教会の老神父で徳の高い人物。さりげない優しさでツバメを見守る。モデルは南カリフォルニアで布教活動につとめたフニペロ・セラ神父であるとみられる。

- ツバメ
身体が小さく体力がなかったため、旅の途中で衰弱して伝道所内に墜落したところを神父に救われる。神父に「サントス」と名づけられる。

- ツバメの妻
劇中の最後に登場する。

## DVD
『新トムとジェリー』で真ん中の作品として放送された。